# Matthew Brown (storico)
Matthew B. Brown (Portland, 1964 – Utah, 5 ottobre 2011) è stato uno scrittore e storico statunitense.
Apparteneva alla Chiesa di Gesù Cristo dei Santi degli Ultimi Giorni (mormoni) e si focalizzò sulla storia e la dottrina di Joseph Smith e dei suoi successori tramite Brigham Young.
È morto a seguito di un'insufficienza cardiaca dopo essere entrato in coma.

## Biografia
Brown è nato a Portland, nell'Oregon, il 29 agosto 1964 e ha vissuto in Alabama, Kansas, Minnesota, Wisconsin, Florida e Utah. Ha servito come missionario a tempo pieno per la Chiesa di Gesù Cristo dei Santi degli Ultimi Giorni a Spokane, Washington. Dopo aver lavorato nel campo della costruzione, manutenzione e riparazione di ascensori ha conseguito un dottorato in Storia presso la Brigham Young University e ha iniziato a lavorare come autore di libri e valutatore di manoscritti. 
È morto a seguito di un'insufficienza cardiaca dopo essere entrato in coma.

## Editoria, conferenze e ricerca
Brown è autore di diversi libri di saggistica, nonché alcuni articoli basati sulla ricerca per il Journal of Book of Mormon Studies e la FARMS Review, entrambi pubblicazioni della Foundation for Ancient Research and Mormon Studies (FARMS) all'interno del Neal A. Maxwell Institute of Religious Scholarship presso la Brigham Young University di Provo, Utah. Ha agito come compilatore ed editore della rivista per la Foundation for Apologetic Information and Research da gennaio a settembre 2010 e ha iniziato ad agire con le stesse capacità per la newsletter EXPOUND a partire da gennaio 2011 (expoundlds.com).
Brown ha tenuto conferenze per la Joseph Smith Jr. Family Organization, il simposio della BYU Mormon Media, la conferenza per il 50º anniversario degli studi della BYU, l'associazione degli Studenti del Vicino Oriente antico alla BYU, la facoltà di religione presso Ancient Research and Mormon Studies, la Foundation for Apologetic Information & Research e il simposio annuale EXPOUND (expoundlds.com).
Gli interessi di ricerca di Brown riguardavano la storia dei primi mormoni, questioni dottrinali della Chiesa mormone, simbolismo architettonico e iconico e anche i rituali di iniziazione degli antichi ebrei, dei primi cristiani, dei monaci e re medievali.

## Opere
Editi da Covenant Communications:
- Symbols in Stone: Symbolism on the Early Temples of the Restoration (1997)
- The Gate of Heaven: Insights on the Doctrines and Symbols of the Temple (1999)
- All Things Restored: Evidences and Witnesses of the Restoration (2000)
- The Plan of Salvation: Doctrinal Notes and Commentary (2002)
- Plates of Gold: The Book of Mormon Comes Forth (2003)
- Joseph Smith: The Man, The Mission, The Message (2004)
- Receiving Gifts of the Spirit (2005)
- Prophecies: Signs of the Times, Second Coming, Millennium (2006)
- A Pillar of Light: The History and Message of the First Vision (2009)
- Exploring the Connection Between Mormons and Masons (2009)